# Marmosops impavidus
Marmosops impavidus is een zoogdier uit de familie van de Didelphidae. De wetenschappelijke naam van de soort werd voor het eerst geldig gepubliceerd door Tschudi in 1845.